# هانس هاگن (بازیکن فوتبال)
هانس هاگن (انگلیسی: Hans Hagen; ۱۵ ژوئیهٔ ۱۸۹۴ – ۱۱ اکتبر ۱۹۵۷) بازیکن فوتبال اهل آلمان بود.
از باشگاه‌هایی که در آن بازی کرده‌است می‌توان به باشگاه فوتبال گروتر فورث اشاره کرد.
وی همچنین در تیم ملی فوتبال آلمان بازی کرده‌است.